# Nice People
Nice People é um filme mudo do gênero drama produzido nos Estados Unidos e lançado em 1922. É atualmente considerado filme perdido.